# Шахтахтинский, Бехбуд
Бехбуд ага Шахтахтинский (азерб. Behbud ağa Şahtaxtinski; 1881, Шахтахты, Эриванская губерния или Эриванская губерния — 30 мая 1924, Тифлис) — азербайджанский государственный и политический деятель, дипломат; чрезвычайный и полномочный представитель Азербайджанской ССР в РСФСР, народный комиссар юстиции и рабоче-крестьянской инспекции Азербайджанской ССР.

## Биография

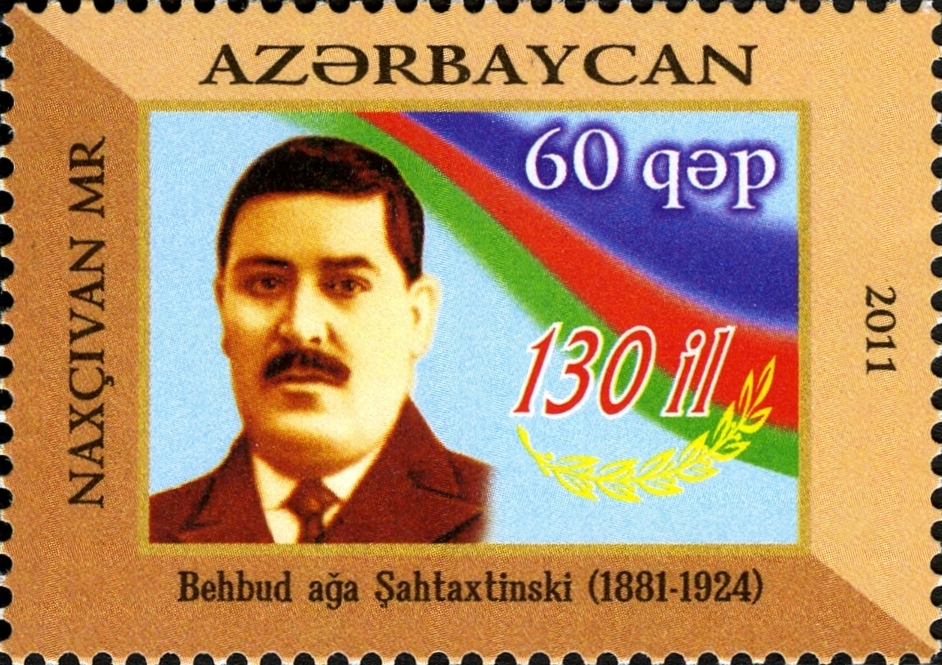
Марка Азербайджана 2011 года, посвящённая 130-летию Шахтахтинского

Бехбуд Шахтахтинский родился в 1881 году в селе Шахтахты Эриванской губернии. В 1905—1907 годах участвовал в создании и деятельности организации конторских служащих в городе Баку.
В 1917—1918 годах был членом Исполкома Бакинского Совета, Чрезвычайной комиссии Совета народных комиссаров Баку, председателем центрального комитета организации «Гуммет».
В 1920 году после установления советской власти в Азербайджане был назначен народным комиссаром юстиции Азербайджанской ССР и одновременно полномочным представителем Азербайджанской ССР в РСФСР, участвовал в подписании Карсского договора.
В 1921—1922 годах был председателем Нахичеванского революционного комитета, председателем Совета Народных комиссаров Нахичеванской АССР.
Скончался Бехбуд Шахтахтинский в 1924 году в Тифлисе. Похоронен на мусульманском кладбище, расположенном на территории ботанического сада Тбилиси.